# Star Trek: Enterprise
A Star Trek: Enterprise egy a Star Trek univerzum részét képező tudományos-fantasztikus televíziós sorozat. (A harmadik évadig a sorozat címe egyszerűen Enterprise volt, rövidíteni ST:ENT-ként vagy simán ENT-ként szokták). A sorozat az Enterprise, az első 5-ös sebességfokozatra képes ember építette űrhajó legénységének kalandjait mutatja be. A sorozat futása során négyszer nyert Emmy-díjat.
Az Enterprise első részét az Egyesült Államokban mutatták be, 2001. szeptember 26-án.

## Háttere
Az Enterprise a többi sorozathoz készített ún. prequel (a többi sorozat előzményeit mutatja be). Az első rész (Broken Bow) 2151-ben játszódik, tíz évvel a Föderáció alapítása előtt, félúton a Star Trek: Kapcsolatfelvétel és a Star Trek: Az eredeti sorozat eseményei között. Előzmény-sorozatként azonban számos helyen ellentmondásba keveredett Az eredeti sorozat által megkezdett, lineáris idővonalban történt eseményekkel, utalásokkal. Ezeket az utólagos „beleerőszakolásokat” sokan a sorozat szemére vetik és emiatt többen nem is tekintik az ott történteket az eredeti idővonal részének.
Az Enterprise, főleg a technika fejlődése miatt számos újítást hozott a Star Trek életébe:
- az első szélesképernyős (16:9) Star Trek-sorozat,
- az első HDTV formátumban sugárzott Star Trek-sorozat,
- az első digitális videón készült Star Trek-sorozat (az első három évad hagyományos 35mm-es nyersanyagra forgott, a negyedik készült HD-vel)
- az első Star Trek-sorozat a Star Trek: Az új nemzedék óta, ami az őszi, hagyományos műsorfolyamváltáskor került be egy csatorna kínálatába,
- az első Star Trek-sorozat énekelt főcímdallal,
- az első Star Trek- (és az első tudományos-fantasztikus) sorozat, melyben valódi, egy másik bolygón készült képsor látható (a főcímdalban a Marson található „Yogi” sziklát láthatjuk).

Az Enterprise sugárzásának beszüntetéséről az Egyesült Államokban 4 évad, azaz 98 epizód elkészülte után, 2005. február 2-án döntött a sorozatnak otthont adó UPN csatorna vezetősége, így az eredeti Star Trek óta ez az első olyan Star Trek sorozat, melynek beszüntetéséről az azt sugárzó televízió határozott, nem pedig a sorozat készítői. Bár a sorozat beszüntetését már a télen bejelentették, a negyedik szezon befejezéséig, azaz 2005. május 13-áig haladékot kaptak a készítők, hogy az évad hátralévő részeiben elvarrják a sorozatban addig nyitva hagyott szálakat. Tizennyolc évnyi megszakítás nélküli filmgyártás után 2006 volt az első olyan év, melyben nem készültek újabb Star Trek részek.

## Szereplők
Az Enterprise az egyetlen Star Trek sorozat, melynek szereplőgárdája nem változott a történet folyamán.
| Színész            | Szerep                    | Magyar hang                 | Faj       | Beosztás / Rendfokozat                                     |
| ------------------ | ------------------------- | --------------------------- | --------- | ---------------------------------------------------------- |
| Scott Bakula       | Jonathan Archer           | Jakab Csaba                 | ember     | Kapitány                                                   |
| Jolene Blalock     | T'Pol                     | Orosz Anna                  | vulkáni   | Első tiszt, tudományos tiszt / Alparancsnok (vulkáni rang) |
| Connor Trinneer    | Charles "Trip" Tucker III | Galbenisz Tomasz            | ember     | Főgépész / Parancsnok                                      |
| Dominic Keating    | Malcolm Reed              | Szokol Péter                | ember     | Biztonsági főtiszt / Hadnagy                               |
| Linda Park         | Hoshi Sato                | Oláh Orsolya                | ember     | Kommunikációs főtiszt / Zászlós                            |
| Anthony Montgomery | Travis Mayweather         | Karácsonyi Zoltán           | ember     | Kormányos / Zászlós                                        |
| John Billingsley   | Phlox                     | Albert Péter, Faragó András | denobulán | Orvosi főtiszt                                             |

## Cselekmény
|  | Alább a cselekmény részletei következnek! |

### 1-2. évad(Az első, és második évad epizódjai)
Az Enterprise első két évadában a hajó legénységének – mivel eljutottak „oda, ahová még senki nem jutott” – célja az ismeretszerzés és a felfedezés. A Star Trek univerzum rajongóinak korántsem ismeretlen témákat vettek elő a készítők, de megalapozták vele a Star Trek későbbi történelmét. Az Enterprise-ban megismerhetjük az erőterek keletkezésének történetét (Reed folyamatosan dolgozik fejlesztésükön), a később megszülető Elsődleges irányelv pedig Archer folyamatos dilemmáját válaszolja meg.
A vulkániak – bár az emberek szövetségesei, és néhányszor ki is húzzák az Enterprise legénységét a bajból – úgy vélik, az emberiség még nem érett meg a galaxis felfedezésére. Ez a vélemény különösen a kezdeti epizódokban vezet konfliktusokhoz, melyekben Archer gyakran panaszkodik az őt folyton felügyelő vulkáni hajókra.
Az első 3 évad visszatérő cselekményszála a temporális hidegháború volt, melyben egy rejtélyes alak (az úgynevezett „Future Guy”) jövőbeli technológiákkal segíti a Suliban fajt, hogy azok manipulálják az idővonalat és a múlt eseményeit. A jövőbeli alak szándékai tisztázatlanok, egyszer félretájékoztatja az Enterprise legénységét, máskor megmenti a hajót a biztos pusztulástól. Alkalmanként segítségükre van még egy „nagyjából” emberi származású ügynök a jövőből, Daniels matróz, aki támogatja Archer kapitányt harcában a Sulibanok ellen és megpróbálja rendbetenni a módosításokat az idővonalban.
Tény, hogy ebben a korban a Föld még nem képvisel jelentős hatalmat szerte a galaxisban, erre az első két évadban egy állandóan visszatérő viccel emlékeztetik a nézőt: Valahányszor a legénység egy tagja közli, hogy a Földről jöttek, az idegen válasza változatlanul mindig: „Föld? Soha nem hallottam még róla.”
Az alacsony nézettség arra ösztönözte a producereket, hogy új távlatokat keressenek. A harmadik évadban a sorozat cimét Star Trek: Enterprise-ra változtatták, és megjelenik egy új ellenség, a Xindi, kiknek célja az emberi faj teljes kipusztítása, mivel attól félnek, hogy az emberek egyszer elpusztítják fajukat. (A hamis információt egy Sphere Builder – kb. Gömbépítő – nevű fajtól kapják.)

### 3. évad
Így az egész 3. évad egyetlen hosszú történetszálat követ, ami még a második évad végén kezdődik a Kiterjedés című részben, melyben egy xindi szonda a szuperfegyver prototípusával egy hosszú, mély vágást ejt a Föld felszínén Floridától egészen Venezueláig, megölve 7 millió embert. (Ez a rész a szeptember 11-ei terrortámadás analógiájaként is felfogható). Az Enterprise-t visszahívják, hadihajóvá alakítják, katonai legénységet is kap, és megkezdi útját a Kiterjedésben, hogy felkutassa a xindi anyabolygót, és megelőzzön egy esetleges következő csapást.
A Twilight és a Proving Ground című epizódok nagyon népszerűek voltak a nézők körében, akárcsak a 3. évad utolsó 7 része is, amelyek nagyban formálták a cselekményszálat, mivel rendkívül szorosan kapcsolódnak egymáshoz. Eme epizódok:
- Azati Prime
- Damage
- The Forgotten
- E²
- The Council
- Countdown
- Zero Hour

Ezek nagy részét Manny Coto írta vagy ő is közreműködött bennük. Coto a harmadik évadban csatlakozott a sorozat csapatához. Forgatókönyveit, mint például a Similitude-ot, a nézők és kritikusok egyaránt elismerték, ami nagyban hozzájárult ahhoz, hogy főproducerré (azaz a „Show fejévé”) nevezzék ki a 4. évadra.

### 4. évad
A kétrészes évadpremierrel, a Storm Front I-II-vel, és a Home-mal a Xindi történetszálat átvezették a 4. évadba.
A 4. évad 2-3 részes történetek és néhány egyedülálló epizód keveréke. A fő irányvonal, úgy tűnik, főként a sorozat előzmény jellegének kiemelése volt, több epizód is a korábbi sorozatok témáira, elképzeléseire és szereplőire utal. A 4. évadban először a temporális hidegháborút zárták le, ami az előző három évad témája volt. Ezt követte az első háromrészes történet (a Borderland, Cold Station 12 és The Augments című epizódokkal), amely Brent Spiner (Data) vendégszereplésével készült. Spiner a bűnöző zsenit (és egyúttal a Star Trek: Az új nemzedék Datájának az építőjének az ősét), dr. Soong-ot alakította. Coto nem titkolt szándéka az volt, hogy eljuttassa a sorozatot a Föderáció megalapításáig.
A 4. évad mutatott rá arra is, hogy miért voltak akkora eltérések az Eredeti Sorozat vulkánijai, és a ST: Enterprise-ban szereplő vulkániak között. A vulkáni polgárháborús szálat a legérdekesebb és legintrikusabb szövésű történetek közt tartják számon a sorozatban (ezek: The Forge, Awakening, Kir'Shara). Ebben a történetben jelenik meg T'Pau, (aki az első Star Trek-sorozat Szerelmi láz című epizódjában is szerepel), és a közönség szemtanúja lehet annak, hogyan próbálják a romulánok aláaknázni az egyensúlyt a vulkániak és az andoriaiak közt. A Star Trek történelme szerint a 22. század közepén az emberek és a romulánok egy véres háborút vívtak egymással, ez a történetszál ennek az elindítója lett volna, azonban a sorozat beszüntetése meghiúsította ezt. A 4. évadban jelenik meg a 31-es szekció nevezetű titkos szervezet is, akik korábban a Deep Space Nine-ban tűntek fel, és akik feladata – saját bevallásuk szerint – a Föderáció piszkos ügyeinek elintézése.
Az első két évad „felfedező”-központú történeteit – melyre csak Solar System Act-ként utalnak, amiatt hogy a legtöbb rész úgy kezdődött, hogy az Enterprise küldetést kap a Földről, ahelyett, hogy egyszerű felderítésekkel bonyolódnának újabb kalandokba – a 4. évadra teljesen elsorvasztották. Míg a legtöbb keményvonalas trekker örömmel fogadta a többi Star Trek-sorozat eszméjének beépítését, addig sok kritikus kifogásolta a döntést, hogy elhagyják a korai évadok „új világok felfedezése”-koncepcióját (amire az egész sorozatot alapozták).
A műsor készítői úgy döntöttek, hogy nagyobb mértékben a sorozat 3 fő szereplőjére, Archerre, Tripre és T'Polra összpontosítanak, ahelyett, hogy továbbfejlesztenék Reed, Mayweather, Sato és Phlox karakterét. Így a 4. évad alatt a mellékszereplőkre, mint Mayweather és Sato, kisebb figyelmet szenteltek, mint az előző évadokban.
Ezt a triumvirátus-formulát az Eredeti Sorozat mintájára alakították ki, ahol a főszereplők Kirk kapitány, dr. McCoy és Spock voltak. Ez azonban sok rajongóból – akik még a Voyager, TNG és DS9 formájának emlékét dédelgették – nemtetszést váltott ki.
A sorozat befejezését még a 4. évad záróepizódjának elkészítése előtt bejelentették, így lehetőség volt arra, hogy ne csak egy évadzáró részt kreáljanak, hanem az egész sorozat szálait elvarrhassák. A befejezés előtti epizódokat a rajongók nagy lelkesedéssel fogadták. Ilyen volt az a 2 részes epizód is, amelyben megtudhattuk, hogy miért lettek emberibb kinézetűek a klingonok az Eredeti Sorozat időszakában, vagy az a szintén kétrészes történet, ami egy párhuzamos univerzumban (az úgynevezett Tüköruniverzumban) játszódott, és szerepeltettek benne egy Eredeti Sorozat-beli hajót is.
Az utolsó epizódot (These are the voyages…) május 13-án sugározták az USA-ban, és egyike volt a legkritizáltabb részeknek. Vendégszerepelt benne az Új Nemzedékből ismert Riker parancsnok és Troi tanácsadó is. Az epizód a Pegasus nevű TNG-rész alatt játszódik. . Brent Spiner, egy másik TNG-veterán, aki már korábban is játszott a 4. évadban, most csak „beszélő” szerepet kapott Dataként.

### T'Pol és Trip Tucker viszonya
A T'Pol és Trip között a 3. évadban szövődött viszony sok tiltakozást váltott ki, sokan rosszul kivitelezettnek, vagy szükségtelennek tartották ezt a változtatást. Jolene Blalock (T'Pol) maga is kritizálta ezt a fejleményt.
A tiltakozók egy része úgy gondolta, hogy egy ilyen viszonynak inkább T'Pol és Archer között kellett volna kialakulnia, ahogy ezt az első két évadban a készítők néha sejtetni is próbálták. T'Pol karaktere a keményvonalas trekkerek számára amúgy is a kritikák egyfajta „mágnese” volt az egész sorozat alatt, mind öltözködés mind érzelmi modora miatt (bár az előbbi a Voyager Hetes nevű karaktere után – aki hasonló testhez simuló ruházatot viselt a Star Trek: Voyager című sorozatban – nem igazán érthető). A vitákat csak tovább erősítette, hogy a 3. évadban kiderült róla, hogy egy Trellium-D nevű anyag függőjévé vált.

### Xindi történetszál
Talán a legnagyobb csavar a 2. évad záróepizódjában (A Kiterjedés-ben) jelenik meg, amelyben egy új fajt is bemutatnak, a xindiket, akik egy kísérleti fegyverrel 7 millió embert ölnek meg a Földön. Azonban erről és az ezt követő eseményekről nincs szó sem az Eredeti Sorozatban, sem a többi Star Trek sorozatban, ezért sok rajongó (az események súlyosságát figyelembe véve) megkérdőjelezte az egész ötletet. Erre általában a válasz az, hogy más sorozatokban sem beszélnek az előző sorozat(ok)ban történtekről. (Sőt, a filmekben történt eseményekről sem: példaként említhetjük a Star Trek IV: A hazatérés című film történetét, ahol Kirk kapitány és legénysége egy automatizált „műholdtól” menti meg a Földet – hosszúszárnyú bálnák segítségével. Egy ilyen eseménynek is nagy visszhangot kéne keltenie – mégsem hallunk róla a későbbiekben semmit.)

### T'Pol szerelmi jelenete
2004-ben a producereknek egy újabb problémával kellett szembenézniük. A harmadik évad Harbinger című része ugyanis egy rövid szexjelenetet is tartalmazott – T'Pol meztelen hátsójával egyetemben. Amellett, hogy rajongók egy csoportja szerint az efféle meztelenség elfogadhatatlan a Star Trekben (annak ellenére, hogy az Új Nemzedék Deja Q epizódja is tartalmaz egy hasonló jelenetet), nagy problémát jelentett az is, hogy nem sokkal az epizód vetítése előtt került sor a „hírhedt” XXXVIII. Super Bowl incidensre. Mint ismeretes, Justin Timberlake egy szerencsétlen mozdulata ekkor láthatóvá tette Janet Jackson mellét – élő adásban. Erre az esetre később a producerek egy külön fogalommal, az úgynevezett „wardrobe malfunction”-nel (kb. „ruhatári üzemzavar”) hivatkoztak. Az incidens ugyanakkor az USA-ban a TV-műsorok cenzúrázásának megerősödéséhez vezetett. Így, mikor végül az epizódot sugározta a UPN tv-csatorna, a jelenetet cenzúrázták. Kanadában azonban a cenzúrázatlan változatot mutatták be, és ez a változat kapott helyet a sorozat DVD-jén is.

### Befejező rész
A sorozat leállítása egy új kérdést is felvetett a Trekkerek körében: Vajon az Enterprise leállítása a TV-s Star Trek műsorok korának végét jelenti?
Az Enterprise producerei és a Paramount maga is kijelentette, hogy nagy valószínűséggel nem készítenek több sorozatot az elkövetkezendő években, azonban a mozifilmek gyártásával nem állnak le (2009-ben mutatták be a XI. Star Trek filmet). Habár ez a film már korábban készen volt, a rendező, J. J. Abrams csak májusban tárta a közönség elé, különböző okokra hivatkozva. Még be sem mutatták, máris kritikákat szült, főként a kiszivárgott „állítólagos” cselekményének köszönhetően. Abrams és írótársai azonban elvileg később tisztázzák majd a kérdéseket/félreértéseket.

## DVD-kiadások
2004 októberében a Paramount bejelentette, hogy még 2005 folyamán kiadja a sorozat mind a 4 évadát DVD-n Észak-Amerikában.
Az első évad DVD-jét 2005. május 5-én dobták piacra, és tartalmazott egy kilencperces, bakikat és törölt jeleneteket tartalmazó részt is. A 2. évad július 26-án jött ki, szintén tartalmazott törölt jeleneteket és bakiparádét is. Ezt követte a 3. évad szeptember 27-én, majd a befejező évad november 1-jén.

## Egyéb
- A sorozat főcímdala a Where My Heart Will Take Me Russell Watson előadásában. A dalt ébresztőként a Discovery és az Endeavour űrsiklók legénységének is lejátszották.
- A sorozat főcíme számos archív felvételt tartalmaz. Az ezeken látható személyek, illetve járművek többek között:
  - Alan Shepard, az első amerikai űrhajós, és később az Apollo–14 parancsnoka.
  - Charles A. Lindbergh és a Spirit of St. Louis nevű repülőgép, amellyel először repülte át az Atlanti-óceánt.
  - Robert H. Goddard, a modern rakétatechnika atyja (a táblára író személy).
  - Chuck Yeager és a „Bell X–1”, az első, hangsebességet elérő repülőgép.
  - Neil Armstrong, Buzz Aldrin és Michael Collins amerikai asztronauták, amint beszállnak az Apollo–11-be.
  - Az Enterprise űrsikló

Az Enterprise az első olyan sorozat, amely az archív felvételeken és komputeranimációkon kívül valódi, a Földön kívül készített felvételeket is tartalmaz (konkrétan a NASA Marsjáróját), valamint az első olyan Star Trek sorozat, amelynek bevezetője egy korábbi Star Trek alkotásból is tartalmaz jelenetet: Zefram Cochrane Phoenix nevű, térváltásra képes hajójának az első útját vágták be az introba a First Contact (Kapcsolatfelvétel) című mozifilmből (melyet egyébként az Industrial Light And Magic készített még 1996-ban).
- Az Enterprise-t nem azokon a színtereken („sound stage”-eken) forgatták, ahol az eddigi Star Trek-sorozatokat, mivel a Voyager befejező epizódját követően azonnal lebontották az addig használtat.
- Majel Barrett, Joseph Ruskin, Clint Howard és Jack Donner az eredeti „Star Trek”-ben (1966), és az Enterprise-ban is megjelentek.
- A harmadik évadtól kezdődően a készítők számos változtatást eszközöltek a főcímen: sokkal ütemesebbre hangszerelték azt.
- Jeffrey Combs, Gary Graham, és Matt Winston azon vendégszínészek, akik mind a négy évadban megjelentek.
- Az Enterprise az első ST-sorozat, amely a stáblistában nem használja a „starring” (főszereplő) és az „also starring” (további szereplők) megnevezéseket. Érdekesség az is, hogy a stáblista – más Star Trek-sorozatoktól eltérően – nem írja, hogy melyik színész melyik karaktert személyesíti meg (azaz nem az eddigi „[színész] as [karakter]” megoldással sorolják fel a szereplőket).
- Az Enterprise eddig az egyetlen Star Trek-sorozat, ahol az állandó színészgárdában semmilyen változás nem történt a sorozat futása alatt: senki sem lépett ki, és új állandó szereplő sem csatlakozott a gárdához.
- Vaughn Armstrong, a veterán Trek-színész (aki rengeteg földönkívülit személyesített meg az Star Trek-ben) az Enterprise-ban jelenik meg először emberként, mint Maxwell Forrest admirális.
- Maxwell Forrest admirálist DeForest Kelley (az eredeti sorozat Leonard H. McCoy doktora) után nevezték el. Hasonlóképpen adtak nevet a nyitóepizódban látható Williams parancsnoknak és Leonard admirálisnak: előbbi William Shatner (James T. Kirk kapitány), utóbbi Leonard Nimoy (Spock parancsnok) után kapta nevét.
- Archer kapitány neve eredetileg Jeffrey Archer lett volna. Bár az amerikai producereknek semmi kifogása nem volt a névvel kapcsolatban, a brit rajongók már idejekorán felhívták a készítők figyelmét a „híres-hírhedt” angol ponyvaregény-szerzőre (egyben a konzervatív párt egyik vezetőjére), Jeffrey Archerre, akit 4 évnyi börtönbüntetésre ítéltek, miután egy rágalmazási perben hazudott a bíróságnak – érthető hát, hogy ők más nevet szerettek volna a jövendőbeli kapitánynak. A nevet ezután Jackson-ra változtatták, de kiderült, hogy az USA-ban pontosan egy Jackson Archer él. A későbbi jogi problémákat elkerülendő, a karakter végleges neve Jonathan lett, miután megállapították, hogy az Államokban 20 Jonathan Archer él.
- Scott Bakula az első epizód forgatása előtt viccként felvetette, hogy karakterének középső neve lehetne Beckett. Ezzel a Quantum Leap-beli karakterére utalt, ahol is egy dr. Sam Beckett nevű tudóst személyesített meg.
- Az eredeti 1966-os sorozat első közvetítője, az NBC tv-csatorna, igen élénken érdeklődött az Enterprise jogainak megvásárlása ügyében – a UPN azonban nem adta be a derekát.
- Az NX-01 belső tereit egy nukleáris tengeralattjárón tett látogatás után tervezték.
- A hídon pontosan 80 darab plazmamonitor található, ezek egy részét az Apple Power Mac G4 Cube számítógépeihez kapcsolták.[1]
- Dominic Keating „Star Trek: Voyager”-beli vendégszereplését azért utasították vissza, mert Rick Berman már akkor az Enterprise-beli szerepét szánta neki.
- Mayweather – széles körű kiképzésének köszönhetően – eredetileg hadnagyi rangot kapott volna, akárcsak Reed, de a köztük levő nagy korkülönbség miatt végül „csak” zászlós lett.
- Connor Trinneer csak azután tudta meg egy csomó barátjáról, hogy Star Trek rajongók, miután megkapta szerepét.
- Az NX-01 nagyban hasonlít egy 24. századi Akira osztályú csillaghajóra, amely először a First Contact című mozifilmben jelent meg.
- Jolene Blalock karakterének neve eredetileg T'Pau lett volna – aki az Eredeti Sorozatban is megjelent. A névváltás az utolsó pillanatban történt, miután egyértelművé vált, hogy minden epizód után, amelyben a karakter megjelenik, jogdíjat kellett volna fizetni az őt kitaláló írónak – vagyis az ENT minden epizódja után jogdíjat kellett volna fizetni, mivel mindegyik epizódban megjelent a karakter. Ennek ellenére a negyedik évad egy három részes történetében szerepeltették T'Pau-t.
- A hajó orvosi főtisztjét dr. Phlox-nak hívják. A név a Voyager egyik epizódjából, a „Tinker, Tenor, Doctor Spy”-ból ered, ahol is a Hierarchy faj egyik képviselőjét nevezték így – legalábbis a forgatókönyvben. Az epizódban ugyanis a karaktert egyszer sem szólították nevén.
- Archer kapitány kabinjában van egy fénykép, ami egy Boeing Clipper-t ábrázol, a Pan American World Airways festésével. Gene Roddenberry, a Star Trek atyja, egy ideig Pan Am pilótaként dolgozott.
- Jolene Blalock elmondása szerint, az első epizód forgatásának harmadik napja után T'Pol karakterén – elsősorban a frizuráján – jelentősebb változtatásokat eszközöltek. Emiatt Blalock összes addigi jelenetét újra fel kellett venni.
- Tucker parancsnok beceneve eredetileg „Spike” (Tüske) lett volna.
- A negyedik évadban használt kapitányi szék eredetileg az Enterprise-E hídjának a részét képezte a Star Trek: Nemesis (2002) című mozifilm egy alternatív befejezésében. Érdekesség, hogy ebben a befejezésben Steven Culp (Hayes őrnagy, a MACO katonai különítmény vezetője a harmadik évadban) is szerepet kapott: Picard kapitány új elsőtisztje lett (volna).
- Julia Rose, aki a harmadik évad során többször is egy MACO-t alakítva tűnt fel a képernyőn, azt az egyenruhát viselte, amit Hilary Swank a Mag (2003) című filmben. Rose egy 2003 szeptemberében készült interjúban elmondta, az egyenruhán az ENT forgatása alatt is Swank neve szerepelt.
- Bár Porthos (Archer kapitány vadászkopója) az Enterprise-ban hím, két nőstény kutyus személyesítette meg. Nevük „Prada” és „Breezy” volt, az utóbbi volt a fiatalabb.
- Bár a sorozat forgatása eleve szélesvásznú formátumban kezdődött a HDTV formátum támogatása végett, a UPN tv-csatorna csak 2003-ban, a harmadik évad közepén kezdte a sorozatot ténylegesen HDTV-formátumban sugározni.
- A negyedik évad hatodik epizódját („The Augments”) leszámítva, az angol eredeti változatban egyetlen részben sem utaltak az „NX-01”-re „The Enterprise”-ként, hanem elhagyták a „the” határozott névelőt a hajó neve elől, mikor nevén szólították.
- Az ENT jó néhány epizódjában klasszikus filmekből láthatunk részleteket, mivel a legénység sokszor „moziesteket” szervez. A legtöbb felhasznált film (például az Akiért a Harang Szól vagy Az Udvari Bolond) természetesen Paramount film (mivel a Star Trek is a Paramount tulajdona). Egy epizód azonban a Frankenstein-ből (1931) tartalmazott részletet, ami a Universal Studios szellemi tulajdona. Jogdíjat csak ebben az esetben kellett fizetni, mivel a többi film „házon belüli” volt.
- Az első epizód „Tos” nevű vulkáni karaktere egy szóvicc. A trekkerek az 1966-os Eredeti Sorozatra általában „TOS”-ként hivatkoznak, ami a The Original Series-nek a rövidítése.
- T'Pol életkora a rajongók között sokáig volt vita tárgya (és egy vissza-visszatérő vicc is a sorozaton belül, mivel a szereplők többször is megpróbálták kitalálni, hogy vajon mennyi idős lehet) – egészen a harmadik évad végéig. A forgatókönyv szerint az első epizód idején a karakter 67 éves – a tényt Jolene Blalock is megerősítette egy interjúban. A harmadik évad záróepizódjában azonban T'Pol végül elmondja, hogy 65 éves, (és nemsokára 66 lesz). A vita a trekkerek között ezután arról szólt, hogy vajon az írók változtattak-e a karakteren, hibáztak-e, vagy T'Pol hazudott-e, és valójában 70 éves.
- Malcolm Reed a nevét C.S. Forester „Horatio Hornblower” könyveinek egyik szereplője után kapta. Mind az Enterprise, mind a könyvek Reed-je angol, és családjaik férfi tagjai generációk óta tagjai a Haditengerészetnek. Az Enterprise Reed-je azonban az első a családból, aki szakít ezzel a hagyománnyal.
- A harmadik évad visszatérő Xindi karakterei közül egyedül a Tucker Smallwood által játszott „Xindi-Humanoid”-nak nem tudjuk meg a nevét.
- Anthony Montgomery (Travis Mayweather) két különböző „Star Trek: Voyager” szerep miatt is elment egyszer meghallgatásra, az egyik Tuvok fia, Sek lett volna. Egyébként Montgomery volt az utolsó, aki elolvasta Mayweather szkriptjét.